# 藤沢モノレール
藤沢モノレール（ふじさわモノレール）とは、神奈川県藤沢市の辻堂駅から湘南ライフタウンまでを走ることになっていた、実際に着工されることはなく計画段階で終わったモノレールである。
ここでは、1973年（昭和48年）9月に湘南モノレール株式会社と日本モノレール開発株式会社により運行計画が作成されたものを「1973年計画」、1982年（昭和57年）7月に社団法人日本モノレール協会が公表した計画を「低廉化システム計画」として記述する。
なお、藤沢市はこれらの計画に直接関わっていない。

## 1973年計画

### 計画策定から廃案まで
1971年（昭和46年）から藤沢市の都市計画事業として開発が行われていた湘南ライフタウン（当時の名称は西部ニュータウン）の交通問題解決策として、藤沢モノレールの建設が提唱された。1973年（昭和48年）9月には湘南モノレールと日本モノレール開発によって計画は作成された（それによると藤沢モノレールの事業主体には第三セクターを想定していた）。しかしながら利用者・時間が朝夕1時間ほどの通勤・通学者に限定されて採算が取れないため、実際に着工することはなく廃案となってしまった。

### 想定時の車体概要
2両連結6編成（1編成あたり乗客最大340名）で運行し、路線全長は5km、運行想定速度は時速30km、始発駅から終着駅までの予定所要時間は10分となっている。方式は湘南モノレールや千葉都市モノレールと同じく懸垂式（サフェージュ式）。通常時間帯では12分間隔、ラッシュ時には6分間隔で運行する予定であった。

### 予定路線
辻堂駅 - 神台2丁目駅 - ゴルフ場駅 - ニュータウン入口駅 - 大庭台第1駅 - 大庭台第2駅 - 羽根沢駅 - 遠藤駅 - 矢向駅

## 低廉化システム計画
1975年度、1976年度に藤沢市は、辻堂駅から湘南ライフタウンを通りさらに北へ向かう公共交通機関のルートについて、「西部開発線」として都市モノレール等調査を行った。 
これは都市モノレール及び新交通システムを検討する自治体が、建設省の補助を受けて基礎調査を行うもので、藤沢市の場合は都市モノレールではなくAGT等の新交通システムの導入を検討していた。
しかしこの動きを知った日本モノレール協会は、辻堂 - 湘南ライフタウン間の都市モノレールの導入を提案し、藤沢市に「藤沢市モノレール低廉化システム計画（提案書）」を提出した。
提案書の概要は、日本モノレール協会から1982年7月に「藤沢市(西部開発線)モノレール試案」として公表されている。

### 路線データ
- 区間：辻堂 - 湘南ライフタウン（都市計画道路辻堂駅遠藤線、通称けやき通りの上空に導入）
- 路線距離：約5.0km
- 駅数：7駅（起終点駅含む）
- 方式：懸垂式（サフェージュ式）
- 複線区間：全線複線
- 電化区間：全線（直流1500V）

### 車両データ
- 車両長：13m
- 全幅：2510mm
- 全高：2950mm
- 左右の駆動車輪中心間距離：840mm
- 台車：2軸ボギー
- 最大軸重：7t
- 編成：3両編成
- 電動機：55kWx4機/1両（660kW/編成）
- 定員：74人/両（222人/編成、180％定員399人/編成）
- ワンマン運転
- 7編成で運用。最小運転間隔4分。表定速度約30km/時。

### 駅一覧
- 駅1：辻堂駅北口バスターミナル
- 駅2：羽鳥一丁目バス停付近
- 駅3：有藤バス停付近
- 駅4：南センター前バス停付近
- 駅5：ライフタウン中央バス停付近
- 駅6：滝の沢バス停付近
- 駅7：湘南ライフタウンバスターミナル

### 建設費・運賃等
- 経営主体：第三セクター
- 建設事業費：約215億円、うち補助を受けるインフラ部約97億円
- 建設期間：1983年度、1984年度
- 開業：1985年度
- 利用者数：開業時36000人/日
- 運賃：開業時140円（全線均一）、改定率：3年毎20％。
- 償却後損益：単年度黒字まで12年、累積後黒字まで18年。

### その他
- 両端末駅を有人として管理駅とし、他は無人駅。
- 全線均一運賃制とし、券売・改札システムを簡略化。
- 駅2と駅3の間にトンネルを建設。
- 駅7は湘南ライフタウンより北へも延伸できる構造。
- 車両基地は駅7に隣接して遠藤矢向交差点付近に設置。
- 信号機器室構成図、通信設備一覧表、電力系統図、総合管理システム案なども提案されていた。